# Alte Lahnbrücke (Limburg)

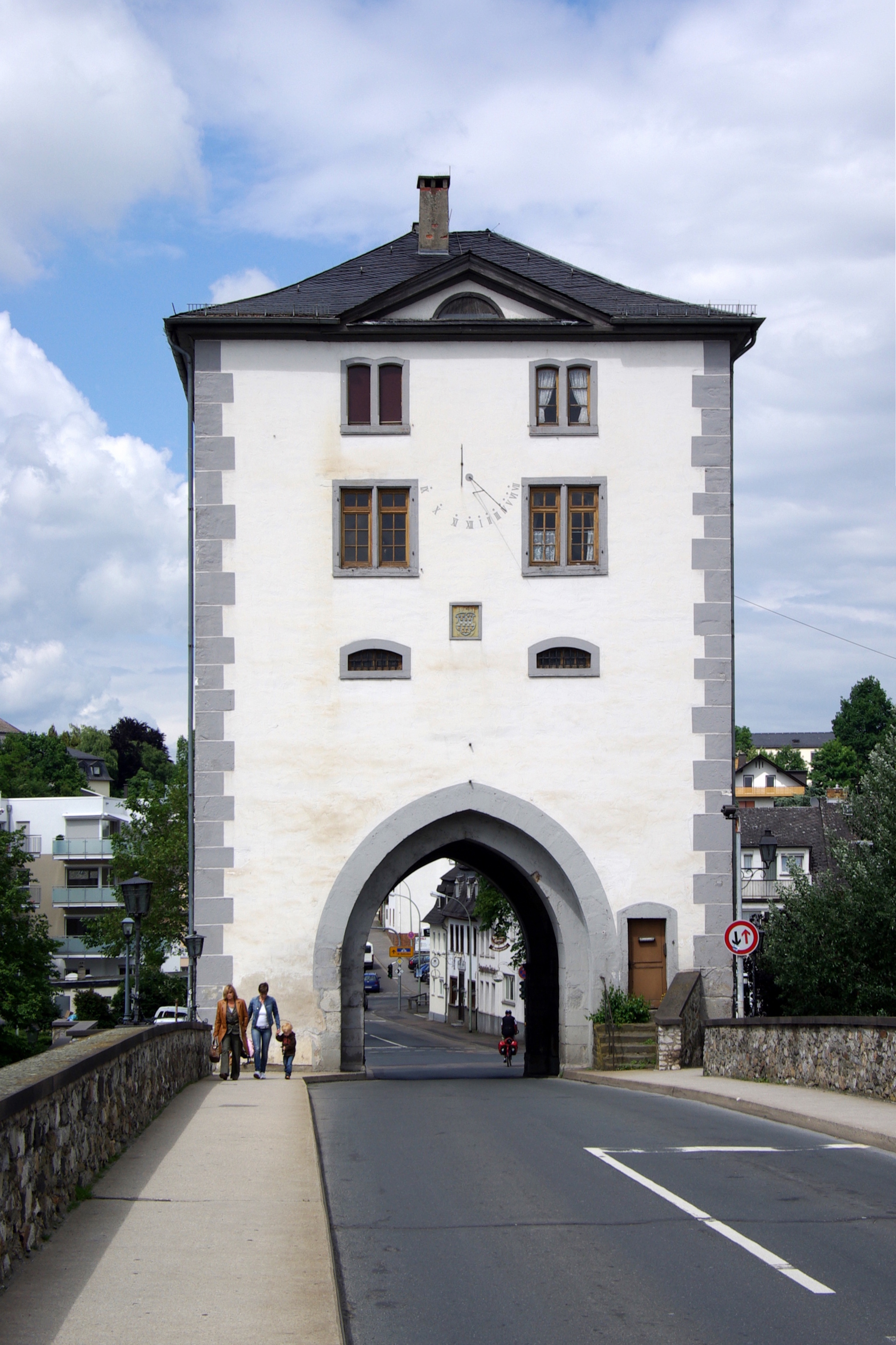
Brückenturm

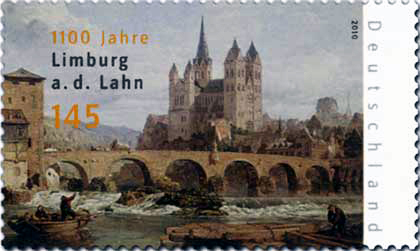
Die Alte Lahnbrücke auf einer Briefmarke zum 1100-jährigen Stadtjubiläum (2010)

Die Alte Lahnbrücke ist eine im 14. Jahrhundert gebaute Brücke in Limburg an der Lahn.

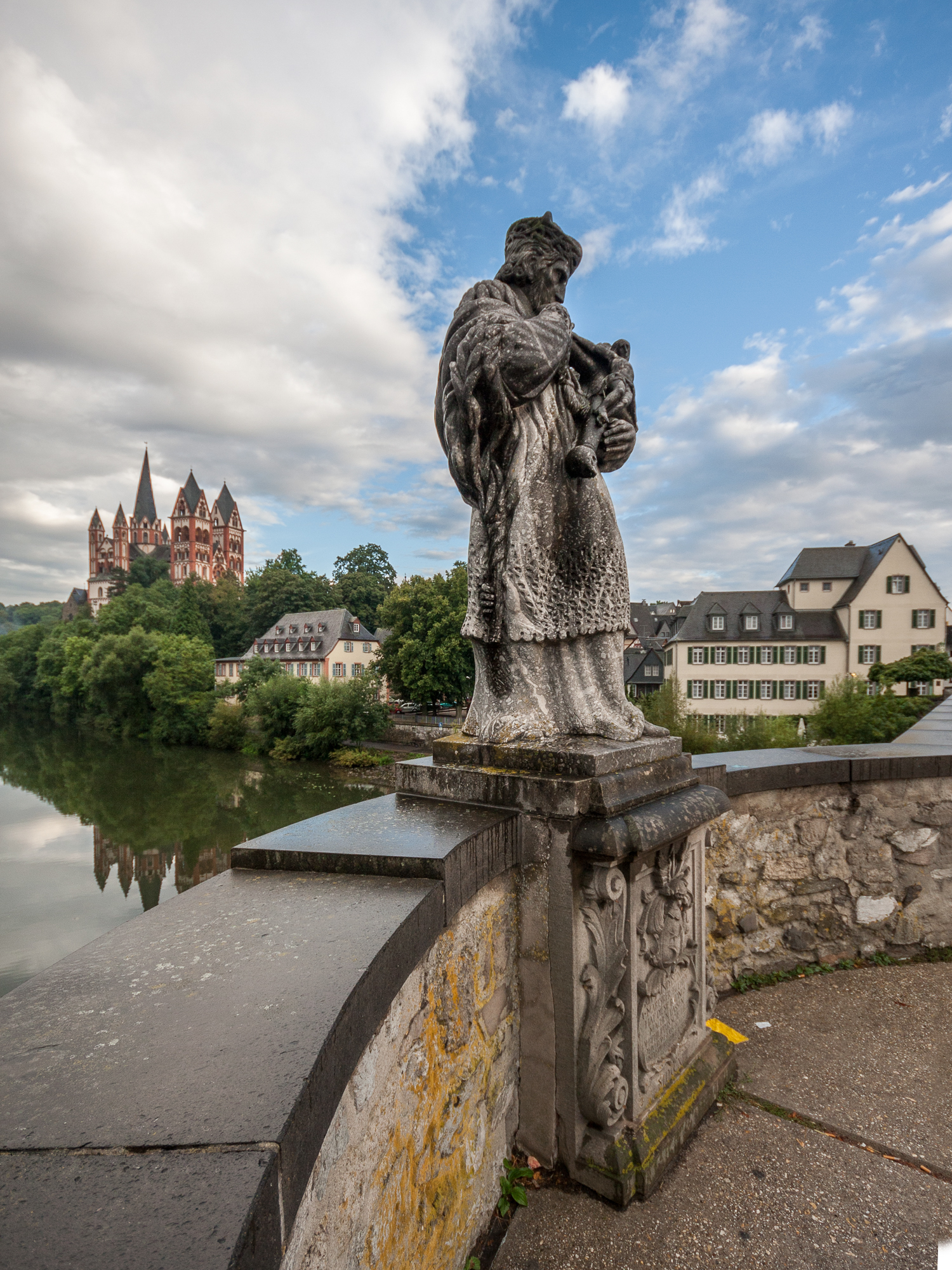
Die Nepomukstatue auf der Brücke

Auf ihr überquerte im Mittelalter die Via Publica von Köln nach Frankfurt sowie später die Straße von Siegen nach Wiesbaden (damals Verlauf der B 54) die Lahn. Seit dem Bau der neuen Lahnbrücke im Jahr 1968, ca. 200 Meter flussabwärts, wird die Alte Lahnbrücke von keiner Fernstraße mehr genutzt. Gemeinsam mit dem Limburger Dom ist die Alte Lahnbrücke eines der beliebtesten Fotomotive in Limburg.

## Erscheinungsbild
Es handelt sich um eine steinerne Bogenbrücke mit sechs Bögen. Die Gesamtlänge der Brücke beträgt 106 Meter. Die Bogenweite liegt zwischen 12,14 Meter und 14,58 Meter.
In der Mitte der Brücke, auf der Oberstromseite, steht eine Steinfigur des heiligen Johann von Nepomuk, dem Schutzpatron der Brücken. Auf der Unterstromseite steht der Figur des heiligen Nepomuk gegenüber ein Steinkreuz, das von den Überlebenden der Pest von 1349 gestiftet wurde.
Auf der Westerwaldseite, von Oberstrom aus gesehen rechts, steht auf der Brücke noch der äußere Brückenturm. Er ist der einzige in Deutschland erhaltene Brückenturm aus dem 14. Jahrhundert und hat eine Grundfläche von 12 × 12 Meter. Die Höhe bis zum Traufgesims beträgt 14 Meter. Die Durchfahrt durch den Brückenturm ist nur auf einer verengten Fahrbahn möglich, sodass der Verkehr hier durch eine Ampelregelung einspurig hindurch geführt wird. An der Nordwand des Brückenturms befindet sich eine Nische. Darin steht eine Madonnafigur mit Kind, die aus der alten Brückenkapelle stammt.

## Geschichte
Vermutlich bestand bereits im Jahr 1160 eine hölzerne Brücke in Limburg. Als ihr Erbauer wird der Priester Gottfried von Beselich überliefert. Im Jahr 1248 wird in Limburg erneut eine hölzerne Brücke erwähnt. Diese wurde bei einem Lahnhochwasser 1255 vollständig zerstört. Der ebenfalls hölzerne Nachfolgebau wurde bei einem Lahnhochwasser 1306 zerstört. Nach diesem Hochwasser wurde beschlossen, eine steinerne Brücke zu bauen.
Die steinerne Brücke wurde von 1315 bis 1354 errichtet. Sie besaß ursprünglich zwei Brückentürme und eine Breite von rund 6 Metern. Auch diese Brücke wurde in unregelmäßigen Abständen durch Lahnhochwässer beschädigt, aber nicht zerstört.
Da die Stadt nur über beschränkte Mittel verfügte, ging der Bau schleppend voran. Zur Finanzierung bewilligte am 4. September 1344 der Trierer Erzbischof Balduin von Luxemburg den Limburgern ein Thorgeld von jedem Wagen zu erheben, der durch die Stadt fuhr. Am 3. Juli 1357 wurde die Abgabe durch Kaiser Karl IV. bestätigt. Die Abgabe sollte der Erhaltung der Brücke dienen und wurde bis 1905 erhoben.
Nach einer Pestepidemie (1490) wurde an den äußeren Brückenturm die Kapelle Unserer lieben Frau angebaut. Der Legende nach endete die Epidemie mit der Grundsteinlegung am 2. August 1490. Die Einwohner von Elz, Niederhadamar und Eschhofen halfen bei dem Bau. Die Kapelle war etwa 7,3 × 5,3 Meter groß.
Im Dreißigjährigen Krieg zerstörten schwedische Truppen im Jahr 1634 das Zollhaus an der Brücke. Es wurde jedoch wieder aufgebaut.
Der innere Brückenturm auf der Taunusseite wurde 1818 abgerissen, da er zu einem Verkehrshindernis geworden war. Die herzoglich nassauische Regierung plante auch den äußeren Brückenturm abzureißen, scheiterte jedoch am Widerstand der Limburger. Die am äußeren Brückenturm angebaute Kapelle wurde um 1827 wegen Baufälligkeit ebenfalls abgerissen. Ein Neidkopf in der Durchfahrt des äußeren Brückenturms wird in der Limburger Volkssage als ein Zöllner interpretiert, der wegen unrechtmäßig erhobener Zölle von einem Reisenden verflucht und deshalb versteinert wurde.
Im Zweiten Weltkrieg wurde die Brücke 1945 teilweise gesprengt. Bereits in den Jahren 1947/48 wurde sie daraufhin wieder aufgebaut. Dabei wurden seitliche Auskragungen angebaut, die die Brücke um 2,6 Meter verbreiterten und als Gehweg genutzt wurden. Die Nepomukstatue auf der Brücke wurde am 7. April 1966 aufgestellt.
Mit dem Bau der Neuen Lahnbrücke im Jahr 1968 verlor die Alte Lahnbrücke ihre Verkehrsbedeutung. In den Jahren 1982/83 wurde die Alte Lahnbrücke erneuert und auf 8,75 Meter verbreitert. Hierbei wurden auch die Pfeiler saniert.
Nach mehreren Jahren der Suche nach einer geeigneten Möglichkeit zur langfristigen Nutzung des Brückenturms fiel Anfang 2013 in der Limburger Stadtverordnetenversammlung eine Entscheidung. Einstimmig beschlossen wurde der Übergang des Gebäudes per Erbbaurechtsvertrag auf den ehemaligen Landrat des Landkreises Limburg-Weilburg, Manfred Fluck. Als langjähriger Interessent und Einziger mit der Absicht zur privaten Nutzung als Wohngebäude, setzte sich dieser gegen zuletzt zwei weitere Mitbewerber durch.

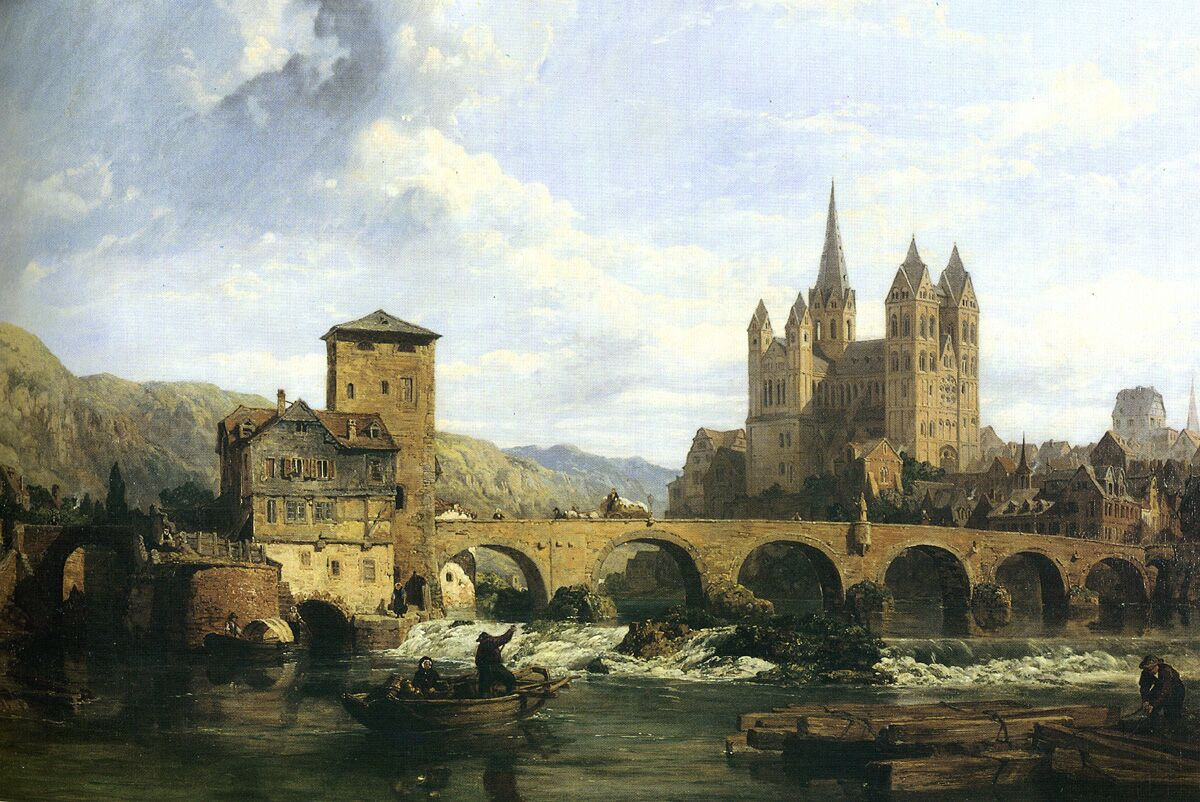
Limburg von Westen her gesehen (George Clarkson Stanfield, 1862)
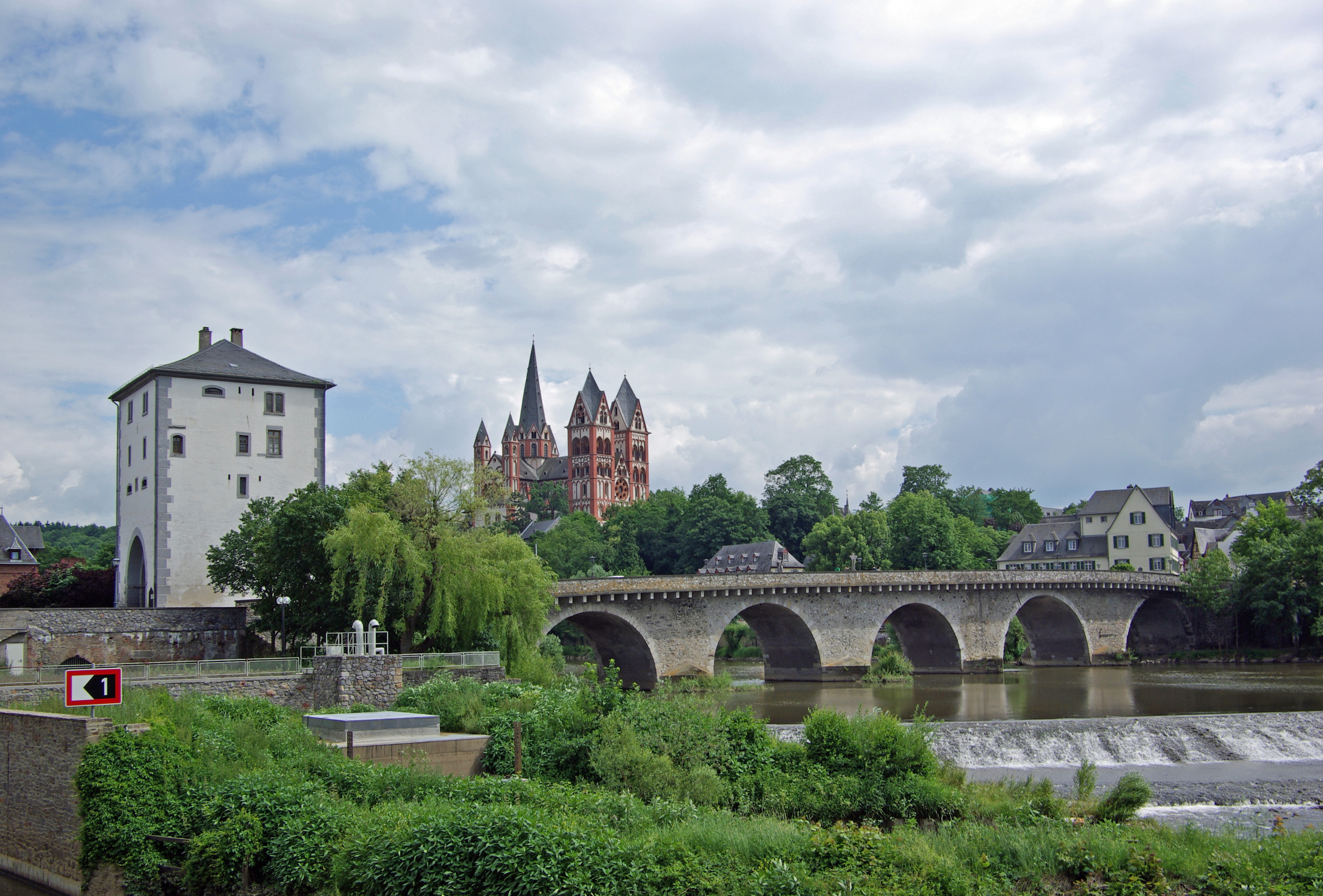
Gleiche Ansicht im Sommer 2010
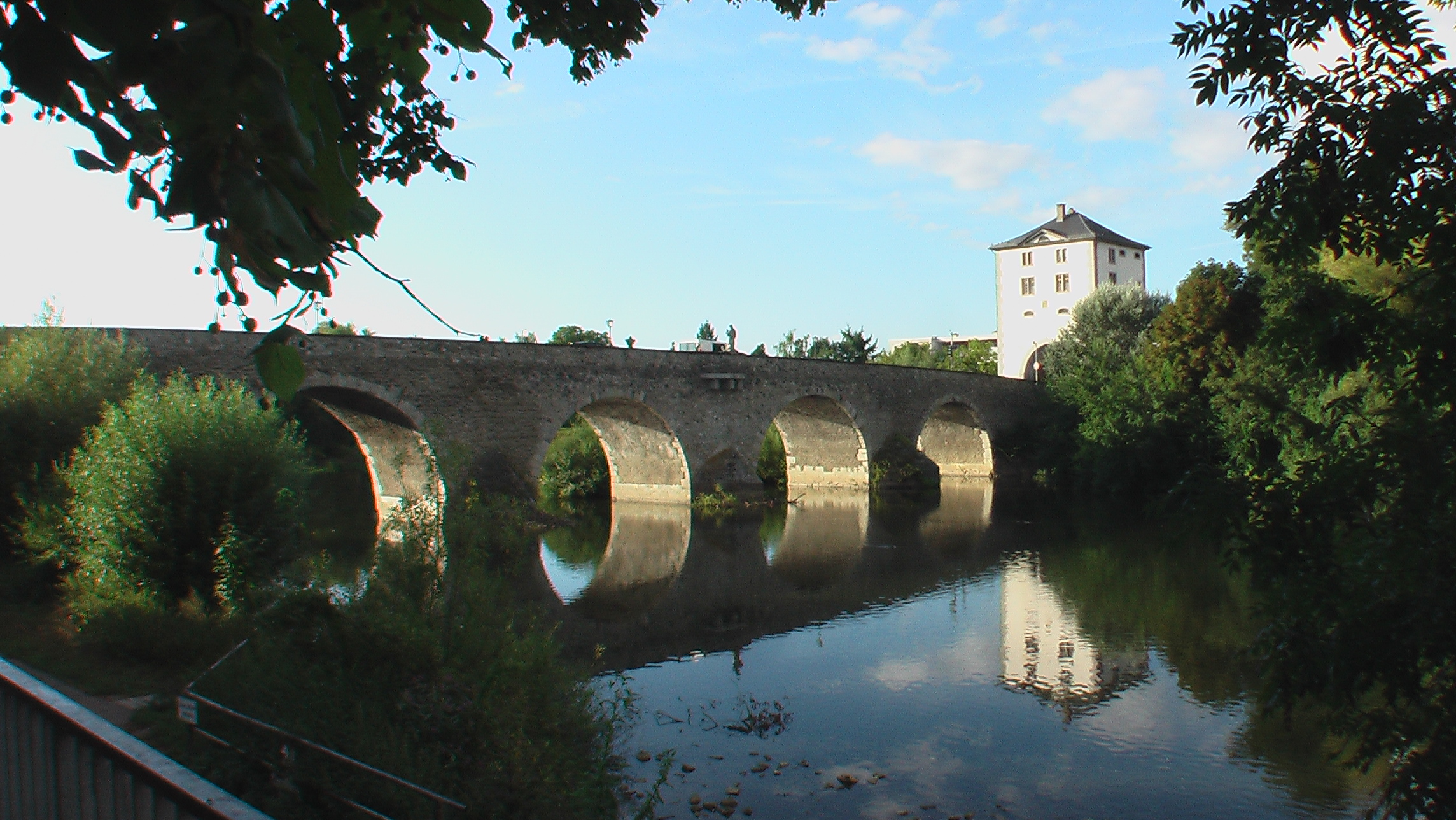
Alte Lahnbrücke Ostansicht
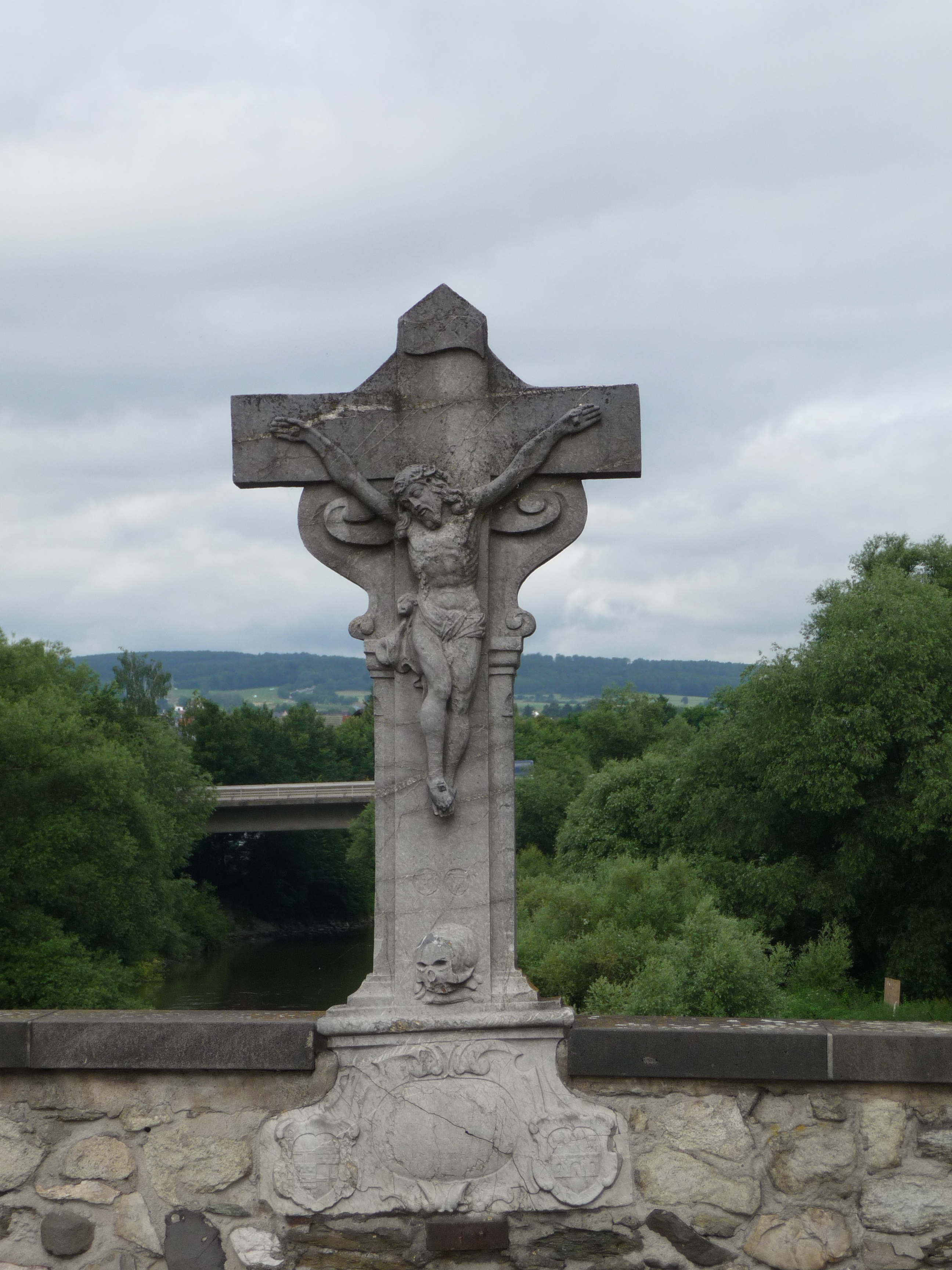
Steinkreuz aus dem Jahr 1657
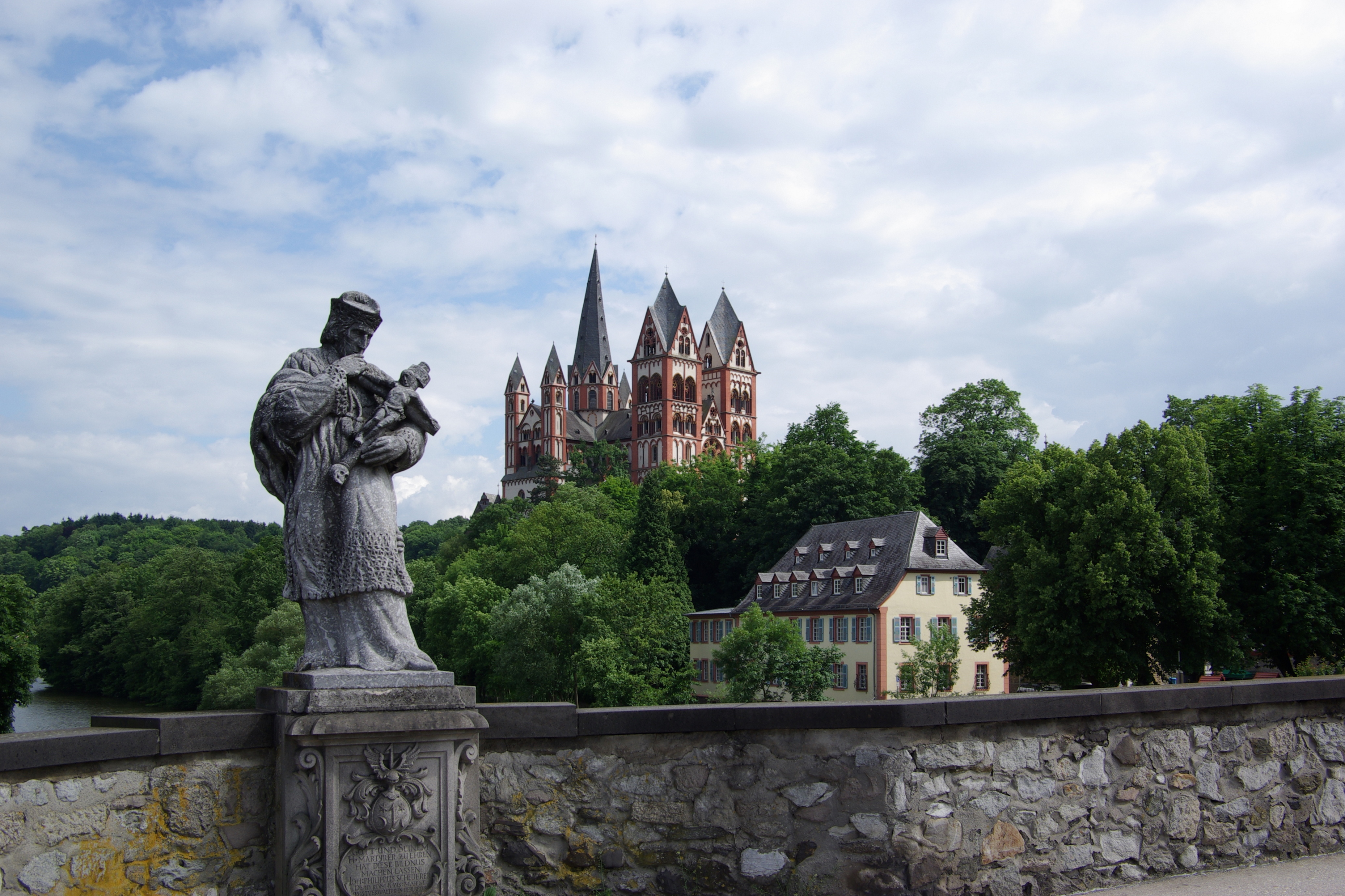
Statue des Heiligen Nepomuk